# Stenhelia bisetosa
Stenhelia bisetosa är en kräftdjursart som först beskrevs av Coull 1971.  Stenhelia bisetosa ingår i släktet Stenhelia och familjen Diosaccidae. Inga underarter finns listade i Catalogue of Life.